# Lara Colturi
Lara Colturi, italijansko - albanska alpska smučarka, * 15. november 2006, Torino.
Lara Colturi je v Italiji rojena smučarka, ki tekmuje za Albanijo in je specialistka za tehnične discipline in superveleslalom. Leta 2022 je osvojila Južnoameriški pokal.

## Življenjepis
Lara Colturi je hči bivše olimpijske prvakinje Daniele Ceccarelli in smučarskega trenerja Alessandra Colturija. Rojena je bila v Torinu, odraščala pa je v Cesani Torinese v dolini Susa.
Leta 2020 je njena mati postala svetovalka pri Smučarski zvezi Albanije, leta 2021 pa je postala tehnična direktorica albanske ženske ekipe. Maja 2022 je nato Lara Colturi dobila dovoljenje FIS, da na mednarodnih tekmovanjih nastopa za Albanijo.